# Goddess of Stardom Championship
El Goddess of Stardom Championship (Campeonato de las Diosas de Stardom, en español) es un campeonato en parejas femenino de lucha libre profesional perteneciente a la World Wonder Ring Stardom. El 2 de agosto de 2011, Stardom celebró una conferencia de prensa para anunciar la primera Goddesses of Stardom Tag League, que culminaría en la coronación de las primeras Campeonas de las Diosas de Stardom. Las finales del torneo se llevaron a cabo el 27 de noviembre de 2011 y vieron a BY Hou (Yoko Bito y Yuzuki Aikawa) derrotar a Kawasaki Katsushika Saikyou Densetsu (Natsuki☆Taiyo & Yoshiko) para convertirse en los campeones inaugurales.

## Campeonas

### Campeonas actuales
Las campeonas actuales son AphrOditE (Saya Kamitani & Utami Hayashishita), quienes se encuentran en su segundo reinado en conjunto (segundo reinado individual de Kamitani y tercero de Hayashishita). AphrOditE ganó los títulos el 2 de diciembre de 2023 tras vencer a Divine Kingdom (Maika y Megan Bayne) por el campeonato vacante en el evento Stardom: Nagoya Big Winter.

### Lista de campeonas
Cada pareja se considera independiente, por lo cual los reinados de cada stable también se consideran independientes, excepto si la misma pareja gana más de una vez el título.
|    | Luchador                                                               | N.º | Fecha                    | Días | Show o evento                                            | Notas y referencias |
| -- | ---------------------------------------------------------------------- | --- | ------------------------ | ---- | -------------------------------------------------------- | --- |
| 1  | BY Hou (Yoko Bito (1) & Yuzuki Aikawa (1))                             | 1   | 27 de noviembre de 2011  | 310  | Goddesses of Stardom Tag League                          | Derrotaron a Kawasaki Katsushika Saikyou Densetsu (Natsuki☆Taiyo & Yoshiko) en la final de un torneo.                                                               |
| —  | Vacante                                                                | —   | 2 de octubre de 2012     | —    | —                                                        | El campeonato quedó vacante cuando Bito tuviera una hernia cervical dos meses antes.                                                                                |
| 2  | Kawasaki Katsushika Saikyou Densetsu (Natsuki☆Taiyo (1) & Yoshiko (1)) | 1   | 25 de noviembre de 2012  | 112  | 2nd Goddesses of Stardom Tag League Finals               | Derrotaron a Ho-Show Tennyo (Kairi Hojo & Natsumi Showzuki) en la final de un torneo.                                                                               |
| 3  | Kimura Monster-gun (Hailey Hatred (1) & Kyoko Kimura (1))              | 1   | 17 de marzo de 2013      | 43   | Stardom the Highest 2013                                 | [ 3 ] |
| 4  | Ho-Show Tennyo (Kairi Hojo (1) & Natsumi Showzuki (1))                 | 1   | 29 de abril de 2013      | 34   | Ryōgoku Cinderella                                       | [ 4 ] |
| —  | Vacante                                                                | —   | 2 de junio de 2013       | —    | Stardom Golden Age                                       | Debido una lesión de la médula espinal de Showzuki. |
| 5  | Nanamiho (Miho Wakizawa (1) & Nanae Takahashi (1))                     | 1   | 15 de julio de 2013      | 195  | Chapter Two Beginning                                    | Derrotaron a Kawasaki Katsushika Saikyou Densetsu (Natsuki☆Taiyo & Yoshiko) en la final de un torneo.                                                               |
| 6  | Kimura Monster-gun (Alpha Female (1) & Kyoko Kimura (2))               | 1   | 26 de enero de 2014      | 196  | Stardom 3rd Year Anniversary                             | [ 6 ] |
| 7  | Nanakairi (Kairi Hojo (2) & Nanae Takahashi (2))                       | 1   | 10 de agosto de 2014     | 261  | Stardom × Stardom 2014                                   | [ 7 ] |
| —  | Vacante                                                                | —   | 28 de abril de 2015      | —    | —                                                        | Debido una lesión de la rodilla de Takahashi. |
| 8  | Thunder Rock (Io Shirai (1) & Mayu Iwatani (1))                        | 1   | 6 de mayo de 2015        | 407  | Golden Week Stars 2015                                   | Derrotaron a Candy Crush (Chelsea & Kairi Hojo) en la final de un torneo. Este es el reinado más largo de la historia.                                              |
| 9  | Oedo Tai (Kagetsu (1) & Kyoko Kimura (3))                              | 1   | 16 de junio de 2016      | 196  | Premium Stars 2016                                       | [ 9 ] |
| 10 | BY Hou (Kairi Hojo (3) & Yoko Bito (2))                                | 1   | 22 de diciembre de 2016  | 73   | Yearend Climax 2016                                      | [ 10 ] |
| 11 | Team Jungle (Hiroyo Matsumoto (1) & Jungle Kyona (1))                  | 1   | 5 de marzo de 2017       | 108  | Champion Around the World in Nagoya                      | [ 11 ] |
| 12 | Oedo Tai (Hana Kimura (1) & Kagetsu (2))                               | 1   | 21 de junio de 2017      | 347  | Galaxy Stars 2017                                        | [ 12 ] |
| 13 | Stars (Mayu Iwatani (2) & Saki Kashima (1))                            | 1   | 3 de junio de 2018       | 119  | Stardom Queen's Fes In Sapporo                           | [ 13 ] |
| 14 | J.A.N. (Jungle Kyona (2) & Natsuko Tora (1))                           | 1   | 30 de septiembre de 2018 | 54   | Stardom 5★Star Grand Prix 2018 - Grand Champion Carnival | [ 14 ] |
| 15 | Queen's Quest (Momo Watanabe (1) & Utami Hayashishita (1))             | 1   | 23 de noviembre de 2018  | 234  | Stardom Best of the Goddesses 2018                       | Durante su reinado, Watanabe y Hayashishita se unieron al stable llamado "Queen's Quest" continuando así su reinado.                                                |
| 16 | Tokyo Cyber Squad (Jungle Kyona (3) & Konami (1))                      | 1   | 15 de julio de 2019      | 188  | Stardom World Big Summer In Nagoya                       | [ 16 ] |
| 17 | Oedo Tai (Bea Priestley (1) & Jamie Hayter (1))                        | 1   | 19 de enero de 2020      | 183  | Stardom 9th Anniversary                                  | Primer equipo sin integrantes japonesas en ganar el título |
| —  | Vacante                                                                | —   | 20 de julio de 2020      | —    | —                                                        | Debido a que Hayter y Priestley no pudieron defender sus títulos debido a la pandemia de COVID-19.                                                                  |
| 18 | AphrOditE (Saya Kamitani (1) & Utami Hayashishita (2))                 | 1   | 26 de julio de 2020      | 153  | Stardom Cinderella Summer in Tokyo                       | Derrotaron a Tokyo Cyber Squad (Jungle Kyona & Konami) por el campeonato vacante.                                                                                   |
| 19 | Oedo Tai (Bea Priestley (2) & Konami (2))                              | 1   | 26 de diciembre de 2020  | 50   | Year End Climax                                          | [ 19 ] |
| 20 | MaiHime (Himeka (1) & Maika (1))                                       | 1   | 14 de febrero de 2021    | 49   | Stardom Go To BUDOKAN! Valentine Special - Day 2         | [ 20 ] |
| 21 | Donna Del Mondo/Alto Livello Kabaliwan (Giulia (1) & Syuri (1))        | 1   | 4 de abril de 2021       | 280  | Stardom Yokohama Dream Cinderella 2021                   | Durante el reinado, Giulia y Syuri renombraron su equipo como "Alto Livello Kabaliwan" continuando así su reinado, manteniéndose dentro del stable Donna del Mondo. |
| 22 | Fukuoka Double Crazy (Hazuki (1) & Koguma (1))                         | 1   | 9 de enero de 2022       | 76   | Stardom in Korakuen Hall                                 | |
| 23 | Black Desire (Momo Watanabe (2) & Starlight Kid (1))                   | 1   | 26 de marzo de 2022      | 40   | Stardom World Climax 2022 (Night 1)                      | |
| 24 | Fukuoka Double Crazy (Hazuki (2) & Koguma (2))                         | 2   | 5 de mayo de 2022        | 18   | Golden Week Fight Tour                                   | |
| 25 | meltear (Tam Nakano (1) & Natsupoi (1))                                | 1   | 21 de agosto de 2022     | 130  | Stardom x Stardom: Nagoya Midsummer Encounter            | [ 22 ] |
| 26 | 7Upp (Nanae Takahashi (3) & Yuu (1))                                   | 1   | 21 de agosto de 2022     | 115  | Stardom Dream Queendom 2                                 | [ 23 ] |
| 27 | The New Eras (Ami Sourei (1) & Mirai (1))                              | 1   | 23 de abril de 2023      | 63   | All Star Grand Queendom                                  | |
| 28 | Rose Gold (Mina Shirakawa (1) & Mariah May (1))                        | 1   | 25 de junio de 2023      | 49   | Stardom Sunshine 2023                                    | |
| 29 | REstart (Natsupoi (2) & Saori Anou (1))                                | 1   | 13 de agosto de 2023     | 99   | Stardom x Stardom: Osaka Summer Time                     | |
| —  | Vacante                                                                | —   | 20 de noviembre de 2023  | —    | —                                                        | Cedieron los campeonatos por una lesión en el cuello de Natsupoi |
| 30 | AphrOditE (Saya Kamitani (2) & Utami Hayashishita (3))                 | 2   | 2 de diciembre de 2023   | 604+ | Stardom: Nagoya Big Winter                               | Derrotaron a Divine Kingdom (Maika y Megan Bayne) por el campeonato vacante                                                                                         |

### Total de días con el título
La siguiente lista muestra el total de días que un equipo o un luchador ha poseído el campeonato, si se suman todos los reinados que posee. Actualizado a la fecha del 28 de julio de 2025.

#### Por equipos
| N.º | Equipo                                                         | Reinados | Total de días |
| --- | -------------------------------------------------------------- | -------- | ------------- |
| 1   | Thunder Rock (Io Shirai & Mayu Iwatani)                        | 1        | 407           |
| 2   | Oedo Tai (Hana Kimura & Kagetsu)                               | 1        | 347           |
| 3   | BY Hou (Yoko Bito & Yuzuki Aikawa)                             | 1        | 310           |
| 4   | Donna Del Mondo/Alto Livello Kabaliwan (Giulia & Syuri)        | 1        | 280           |
| 5   | Nanakairi (Kairi Hojo & Nanae Takahashi)                       | 1        | 261           |
| 6   | Momo Watanabe & Utami Hayashishita                             | 1        | 234           |
| 7   | AphrOditE (Saya Kamitani & Utami Hayashishita)                 | 2        | 757+          |
| 8   | Kimura Monster-gun (Alpha Female & Kyoko Kimura)               | 1        | 196           |
| 9   | Oedo Tai (Kagetsu & Kyoko Kimura)                              | 1        | 196           |
| 10  | Nanamiho (Miho Wakizawa & Nanae Takahashi)                     | 1        | 195           |
| 11  | Tokyo Cyber Squad (Jungle Kyona & Konami)                      | 1        | 188           |
| 12  | Fukuoka Double Crazy (Hazuki & Koguma)                         | 2        | 184           |
| 13  | Oedo Tai (Bea Priestley & Jamie Hayter)                        | 1        | 183           |
| 14  | meltear (Tam Nakano & Natsupoi)                                | 1        | 130           |
| 15  | Stars (Mayu Iwatani & Saki Kashima)                            | 1        | 119           |
| 16  | 7Upp (Nanae Takahashi & Yuu)                                   | 1        | 115           |
| 17  | Kawasaki Katsushika Saikyou Densetsu (Natsuki☆Taiyo & Yoshiko) | 1        | 112           |
| 18  | Team Jungle (Hiroyo Matsumoto & Jungle Kyona)                  | 1        | 108           |
| 19  | REstart (Natsupoi & Saori Anou)                                | 1        | 99            |
| 20  | BY Hou (Kairi Hojo & Yoko Bito)                                | 1        | 73            |
| 21  | The New Eras (Ami Sourei & Mirai)                              | 1        | 63            |
| 22  | J.A.N. (Jungle Kyona & Natsuko Tora)                           | 1        | 54            |
| 23  | Oedo Tai (Bea Priestley & Konami)                              | 1        | 50            |
| 24  | MaiHime (Himeka & Maika)                                       | 1        | 49            |
| 24  | Rose Gold (Mina Shirakawa & Mariah May)                        | 1        | 49            |
| 25  | Kimura Monster-gun (Hailey Hatred & Kyoko Kimura)              | 1        | 43            |
| 26  | Black Desire (Momo Watanabe & Starlight Kid)                   | 1        | 40            |
| 27  | Ho-Show Tennyo (Kairi Hojo & Natsumi Showzuki)                 | 1        | 34            |

#### Por luchadora
La siguiente lista muestra el total de días que una luchadora ha poseído el campeonato si se suman todos los reinados que posee. 
| + | Indica a la campeona actual |

| N.º | Campeona           | Reinados | Total de días |
| --- | ------------------ | -------- | ------------- |
| 1   | Nanae Takahashi    | 3        | 571           |
| 2   | Kagetsu            | 2        | 543           |
| 3   | Mayu Iwatani       | 2        | 526           |
| 4   | Utami Hayashishita | 3        | 991+          |
| 5   | Kyoko Kimura       | 3        | 428           |
| 6   | Io Shirai          | 1        | 407           |
| 7   | Yoko Bito          | 2        | 383           |
| 8   | Kairi Hojo         | 3        | 368           |
| 8   | Hana Kimura        | 1        | 368           |
| 9   | Jungle Kyona       | 3        | 350           |
| 10  | Yuzuki Aikawa      | 1        | 347           |
| 11  | Giulia             | 1        | 280           |
| 11  | Syuri              | 1        | 280           |
| 12  | Momo Watanabe      | 1        | 244           |
| 13  | Konami             | 2        | 238           |
| 14  | Bea Priestley      | 2        | 233           |
| 15  | Saya Kamitani      | 2        | 757+          |
| 16  | Natsupoi           | 2        | 229           |
| 17  | Alpha Female       | 1        | 196           |
| 18  | Miho Wakizawa      | 1        | 195           |
| 19  | Hazuki             | 2        | 184           |
| 19  | Koguma             | 2        | 184           |
| 20  | Jamie Hayter       | 1        | 183           |
| 21  | Tam Nakano         | 1        | 130           |
| 22  | Saki Kashima       | 1        | 119           |
| 23  | Natsuki☆Taiyo      | 1        | 112           |
| 23  | Yoshiko            | 1        | 112           |
| 24  | Hiroyo Matsumoto   | 1        | 108           |
| 25  | Saori Anou         | 1        | 99            |
| 26  | Ami Sourei         | 1        | 63            |
| 26  | Mirai              | 1        | 63            |
| 27  | Natsuko Tora       | 1        | 54            |
| 28  | Himeka Arita       | 1        | 49            |
| 28  | Maika              | 1        | 49            |
| 28  | Mina Shirakawa     | 1        | 49            |
| 28  | Mariah May         | 1        | 49            |
| 29  | Hailey Hatred      | 1        | 43            |

### Mayor cantidad de reinados

#### Reinados por luchadora
| Reinados | Luchadora (as)                                                                     |
| -------- | ---------------------------------------------------------------------------------- |
| 3 veces  | Kyoko Kimura, Kairi Hojo, Jungle Kyona, Utami Hayashishita                         |
| 2 veces  | Nanae Takahashi, Yoko Bito, Kagetsu, Mayu Iwatani, Bea Priestley, Konami, Natsupoi |